# Molières 2003
La 17e Nuit des Molières a eu lieu le 12 mai 2003 au Théâtre Mogador par l'Association professionnelle et artistique du théâtre (APAT), elle a été animée et placée sous la présidence de Jean Piat, sociétaire honoraire de la Comédie-Française.

## Molière du comédien
- Thierry Fortineau dans Gros-Câlin, au Théâtre de la Pépinière Opéra
  - Gérard Jugnot dans État critique
  - André Dussollier dans Monstres Sacrés, sacrés monstres
  - Claude Rich dans Les Braises
  - Robert Hirsch dans Sarah

## Molière du comédien dans un second rôle
- Michel Duchaussoy dans Phèdre
  - José Paul dans Un petit jeu sans conséquence
  - Roger Dumas dans Hysteria
  - Vincent Elbaz dans Hysteria
  - Gérard Loussine dans Un petit jeu sans conséquence

## Molière de la révélation théâtrale masculine
- Marc Fayet pour Un petit jeu sans conséquence
  - Michaël Cohen dans La Preuve
  - Vincent Elbaz dans Hysteria
  - Xavier Gallais dans Beaucoup de bruit pour rien
  - Frédéric Andrau dans La Nuit du thermomètre

## Molière de la comédienne
- Danielle Darrieux pour Oscar et la Dame rose, à la Comédie des Champs-Élysées
  - Dominique Blanc dans Phèdre
  - Francine Bergé dans Jeux de scène
  - Danièle Lebrun dans Jeux de scène
  - Anouk Grinberg dans La Preuve

## Molière de la comédienne dans un second rôle
- Annie Sinigalia dans Poste Restante
  - Éliza Maillot, dans Un petit jeu sans conséquence
  - Marina Hands, dans Phèdre
  - Anne Consigny, dans La Preuve
  - Annick Alane, dans État critique

## Molière de la révélation théâtrale féminine
- Valérie Karsenti, dans Un petit jeu sans conséquence
  - Emma de Caunes dans La Nuit du thermomètre
  - Julie Delarme dans Les Femmes avec leur amour
  - Mélanie Doutey dans L'Éventail de Lady Windermere
  - Marina Hands dans Phèdre

## Molière du spectacle de création française
- Un petit jeu sans conséquence, au Théâtre La Bruyère
  - Le Vent des peupliers
  - État critique
  - Jeux de scène
  - Un vrai bonheur

## Molière du théâtre privé
- Un petit jeu sans conséquence
  - La Preuve
  - Jeux de scène
  - Le Costume
  - Le Vent des peupliers

## Molière du théâtre public
- Phèdre
  - Le Dindon
  - 68 selon Ferdinand
  - Les Prétendants
  - Mangeront-ils ?

## Molière du spectacle musical
- le Quatuor, sur la corde rêve
  - I do ? I do ?
  - Doit-on le dire ?

## Molière de l'adaptateur
- Pascale de Boysson pour Le Regard
  - Jean-Claude Carrière pour La Preuve
  - Jacques Collard pour Le Limier
  - Éric-Emmanuel Schmitt pour Sarah

## Molière de l'auteurfrancophone vivant
- Victor Haïm pour Jeux de scène
  - Didier Caron pour Un vrai bonheur
  - Jean Dell et Gérald Sibleyras pour Un petit jeu sans conséquence
  - Michel Lengliney pour État critique
  - Gérald Sibleyras pour Le Vent des peupliers

## Molière du metteur en scène
- Stéphane Hillel pour Un petit jeu sans conséquence
  - John Malkovich pour Hysteria
  - Patrice Chéreau pour Phèdre
  - Didier Caron pour Un vrai bonheur
  - Peter Brook pour Le Costume

## Molière du créateur de costumes
- Christian Gasc pour l'Éventail de Lady Windermere
  - Bernadette Villard pour Sarah
  - Anne Brault pour État critique
  - Elsa Pavanel pour Mangeront-ils ?

## Molière du décorateur scénographe
- Gérard Stehle pour L'Enfant do
  - Pierre-François Limbosch pour Hysteria
  - Stéfanie Jarre pour Un vrai bonheur
  - Jean-Michel Adam pour Le Limier

## Molière du créateur de lumières
- Dominique Bruguière pour Phèdre
  - Laurent Béal pour Un vrai bonheur
  - Laurent Castaingt pour Sarah
  - Jacques Rouveyrollis pour Le Vent des Peupliers

## Molière du meilleur one man show ou spectacle de sketches
- Shirley et Dino pour Shirley & Dino - Le duo
  - Maria Pacôme pour L'Éloge de ma paresse
  - Laurent Gerra

## Molière d'honneur
- Gisèle Casadesus, sociétaire honoraire de la Comédie-Française, en hommage à sa longue carrière.

## Commentaire
La soirée a été dominée par Un petit jeu sans conséquence, écrit par Jean-Dell et Gérald Sibleyras et mis en scène par Stéphane Hillel. La pièce s'est vu attribuer, directement ou pas, cinq Molières (Révélation théâtrale masculine, Révélation théâtrale féminine, Meilleur spectacle de création française, Meilleur spectacle du secteur privé et Meilleur metteur en scène).
Le Phèdre de Jean Racine, mis en scène par Patrice Chéreau, a également fait bonne figure en obtenant trois Molières : Meilleur comédien dans un second rôle, Meilleur spectacle du secteur public et Meilleur créateur de lumières.